# Zgrada Francuskog poslanstva na Cetinju
Zgrada Francuskog poslanstva podignuta je 1910. godine. Bila je ne samo jedna od najvećih već i najljepših zgrada na Cetinju. Rađena je u stilu secesije, tadašnjega srednjoevropskog pokreta koji se izgradnjom ovoga objekta prvi put javlja u Crnoj Gori. Primjenom materijala u različitim vrstama i boji, valovitošću linija i površina kod relativno jednostavne fasade, ostvareni su ornamentalni motivi koji čine objekat jedinstvenim i raskošnim. Dominiraju vijenac, balkoni, ulaz i krov s dimnjacima, zatim keramika raznih oblika i veličina, unutrašnja funkcija i obrada s detaljima u primjeni različitih materijala, stolarija, stepenište, podovi i plafoni, održava dosljednost u obradi i izgradnji objekta. Zgrada je podignuta u centru Cetinja na lokaciji u Njegoševoj ulici. Zidana je u kamenu i armiranom betonu.

## Literatura
- Božidar Milić, Urbano nasljeđe Crne Gore s posebnim osvrtom na razvoj Cetinja, Podgorica, 2013.